# Agent Provocateur (entreprise)
Pour les articles homonymes, voir Agent provocateur.
Agent Provocateur est une entreprise britannique de lingerie, créée en 1994 par Joseph Corré et Serena Rees. Le nom indique le concept que cherchent à exprimer les deux créateurs avec cette marque de lingerie suggestive.

## Historique

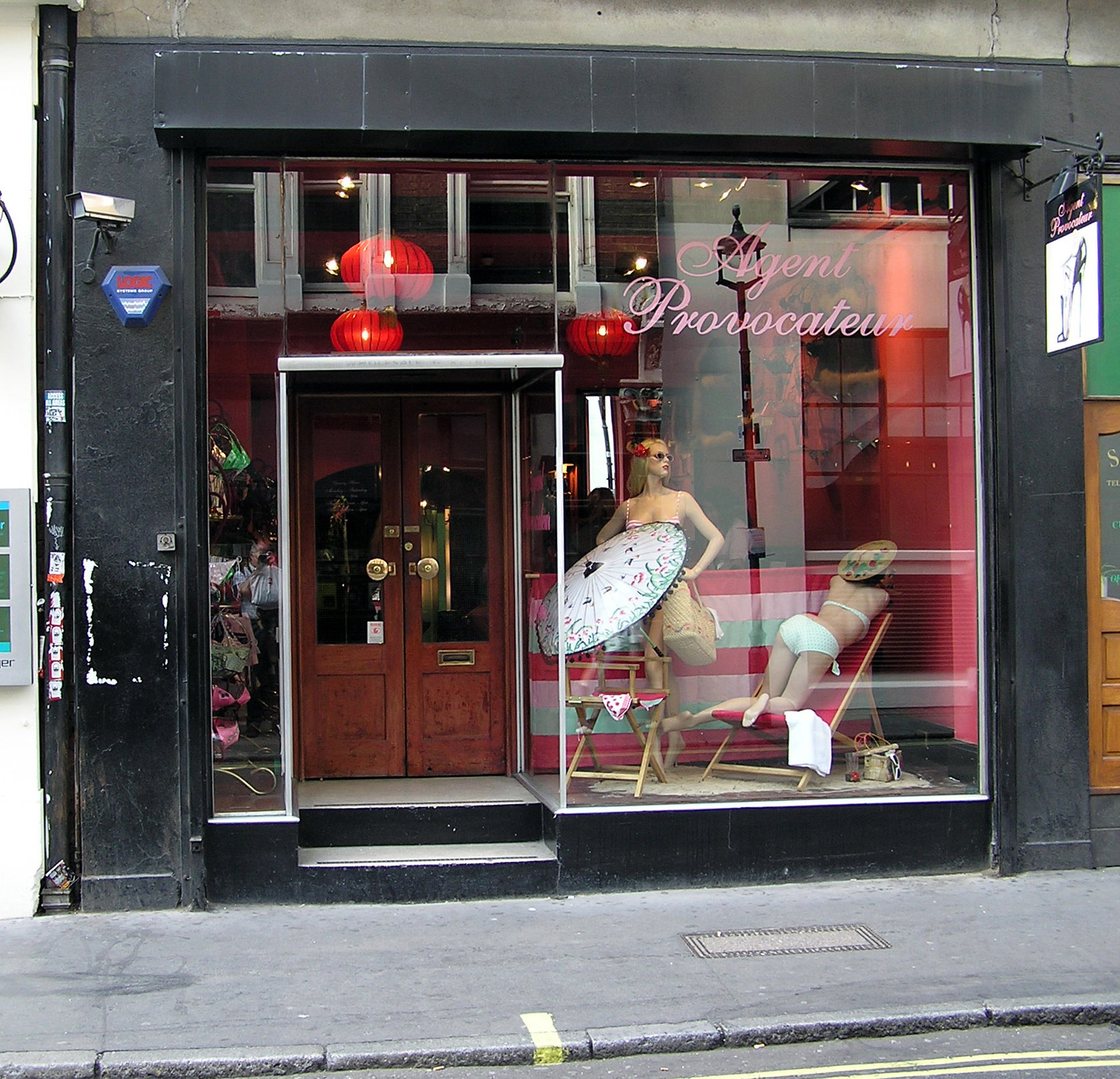
Boutique Agent Provocateur à Soho

Joseph Corré, fils de Vivienne Westwood et de Malcolm McLaren, et sa femme de l'époque Serena Rees ont ouvert la première boutique Agent Provocateur en décembre 1994, à Soho (Londres) au 6, Broadwick Street. Dès le commencement, Agent Provocateur s'affiche avec une image « porno doux ». Puis les années suivantes la marque ouvre dans plusieurs endroits, dont plusieurs boutiques en Suisse, à New York, et jusqu'à 6 points de vente à Moscou. Quelques années plus tard, la marque ouvre simultanément deux boutiques à Paris, Rive droite et Rive gauche.
Entre-temps en 2000, Agent Provocateur commercialise son premier parfum aux senteurs de rose et de jasmin, et réalise une collection intitulée « Salon Rose » pour Marks & Spencer.
La marque lance une gamme de soutien-gorge spéciale maternité (en 2006), et réalise également des maillots de bain ainsi qu'une ligne mariage.
Depuis 2007, après que le couple s'est séparé, la marque appartient au groupe d'investissements 3i.
Agent Provocateur utilise très majoritairement du noir et du rose pour ses collections ne comportant pas seulement les classiques pièces de lingerie (soutien-gorge ou culotte), mais aussi toutes sortes de produits complémentaires moins répandus dans le domaine de la lingerie comme des robes de soirée lancée en 2009, des gants, des cravaches, des chaussures, des menottes,  des masques, ou des valises. Depuis fin 2011, la marque réalise aussi une gamme de linge de maison.

## Publicités
Bien avant la tendance de mode du « porno chic » des années 2000, et surtout une quinzaine d'années avant l'utilisation du Fétichic, la marque a développé immédiatement dès sa première année une image de lingerie luxueuse, glamour, séductrice, et sexy.

Les différentes campagnes de publicité considérées comme provocantes ont souvent été relayées par la presse, et surtout sur Internet (comme la campagne de publicité photographique intitulée Pirates et Season of the witch en 2008,) qui reste un média important pour la marque afin d'augmenter sa notoriété. Associant dans certains cas des personnalités mondialement connues à leur marque, les campagnes trouvent un large écho :
- un rodéo[17] de Kylie Minogue (censuré à la télé anglaise)[18] en 2008 ;
- Kate Moss plusieurs fois dont en 2008, avec un contrat interrompu puis finalement renouvelé[19] ;
- une vidéo commerciale intitulée Love me tender... or else pour la campagne de publicité Don't forget Valentine's Day de 2009, avec la mannequin britannique Rosie Huntington-Whiteley (qui travaille en 2006 pour la marque concurrente Victoria's Secret, puis devient ange de cette marque fin 2009)[20] ;
- mais aussi : Dita von Teese[15], Maggie Gyllenhaal[21], Helena Christensen, Alice Dellal[22], ou Peaches Geldof[23].

Également les actrices françaises Vahina Giocante en 2008, Joséphine de La Baume, pour l'année 2011, et Mylène Jampanoï pour le printemps-été 2012. Pour la campagne de fin 2012, la marque s'inspire du roman érotique Cinquante nuances de Grey (Fifty Shades of Grey) et met en scène Mónica Cruz. Deux ans plus tard, le photographe Miles Aldridge réalise une campagne, décalée et un peu kitsch, mettant en scène une ménagère fantasmée et sexy, très maquillée, inspirée des années 1950 ; celle-ci lessive, passe l'aspirateur, repasse des chemises, caricaturant avec humour le stéréotype de la femme parfaite.
Lily Allen, pressentie un temps pour 2008, n'a finalement pas participé à une campagne de publicité.